# Lichwiarz (film)
Lichwiarz (ang. The Pawnshop) − amerykański film niemy z 1916 roku, w reżyserii Charliego Chaplina.

## Obsada
- Charlie Chaplin: asystent właściciela lombardu
- Henry Bergman: właściciel lombardu
- Edna Purviance: córka właściciela lombardu
- John Rand: asystent właściciela lombardu
- Albert Austin: klient z zegarkiem
- Wesley Ruggles: klient z pierścionkiem
- Eric Campbell: złodziej